# Iglesia de San Pedro de Alcántara (Chile)
{{Ficha de edificio religioso
| nombre = Iglesia de San Pedro de Alcántara 
| imagen =Iglesia de San Pedro de Alcántara  06.jpg
| tamaño_imagen = 250px
| catalogación = Monumento Histórico
(Ley 17813, del 17 de noviembre de 1972)
| país = {{CHILE}
| división = Región de O'Higgins
| subdivisión = Provincia Cardenal Caro
| municipio = Paredones
| ubicación = San Pedro de Alcántara
| culto = Iglesia católica
| nombre_división_eclesiástica = Diócesis
| división_eclesiástica = Rancagua
| advocación = San Pedro de Alcántara
| dedicación = 
| construcción = 1907-1914
| estilo = 
}}
La iglesia de San Pedro de Alcántara es un templo católico ubicado en la localidad de San Pedro de Alcántara, comuna de Paredones, Región de O'Higgins, Chile. Terminada en 1914, fue declarada monumento nacional de Chile, en la categoría de monumento histórico, mediante la Ley 17813, del 17 de noviembre de 1972.

## Historia
Tiene su origen en el poblado creado a fines del siglo xvii por la Orden Franciscana con el propósito de crear un albergue para los religiosos en viaje al sur de Chile. Construyeron una iglesia que en 1740 contaba con nueve religiosos, y para 1825 con 58 franciscanos.
El terremoto de 1906 derribó el templo, por lo que se decidió construir una nueva iglesia, que comenzó su construcción en 1907 y fue terminada en 1914. Los terremotos de 1985 y de 2010 dejaron con daños a la iglesia, por lo que obras de restauración fueron inauguradas en 2011.

## Descripción
Construida con gruesos muros de adobe, contrafuertes de hormigón y tejas de arcilla, cuenta con una nave, techo a dos aguas, un pórtico, un corredor lateral y un torreón de madera.